# Ferula inciso-serrata
Ferula inciso-serrata là một loài thực vật có hoa trong họ Hoa tán. Loài này được Pimenov & J.V.Baranova mô tả khoa học đầu tiên năm 1979.